# Анді Зечірі
Анді Зечірі (нім. Andi Zeqiri, нар. 22 червня 1999, Лозанна) — швейцарський футболіст, нападник бельгійського клубу «Генк» та національної збірної Швейцарії.
Виступав, зокрема, за «Лозанну», «Аугсбург» та «Базель», а також молодіжну збірну Швейцарії.

## Клубна кар'єра
Народився 22 червня 1999 року в місті Лозанна. Вихованець юнацьких команд футбольних клубів «Лозанна», «Ювентус» та «Стад Лозанна-Уші».
У дорослому футболі дебютував 2014 року виступами за команду «Лозанна», в якій провів п'ять років, взявши участь у 94 матчах чемпіонату. 
До складу англійського «Брайтон енд Гоув» приєднався 2020 року. За перший сезон відіграв за клуб з Брайтона 9 матчів в національному чемпіонаті.
30 серпня був на сезон орендований клубом «Аугсбург».
5 вересня 2023 року підписав контракт на три роки з опцією продовження на ще один рік з бельгійським «Генком».

## Виступи за збірні
2013 року дебютував у складі юнацької збірної Швейцарії (U-15), загалом на юнацькому рівні взяв участь у 44 іграх, відзначившись 17 забитими голами.
З 2018 року залучається до складу молодіжної збірної Швейцарії. На молодіжному рівні зіграв у 16 офіційних матчах, забив 11 голів.
У 2021 дебютував у складі національної збірної Швейцарії.
| Дата       | Місто            | Господарі         | Результат | Гості     | Турнір            | Голи | Примітки      |
| ---------- | ---------------- | ----------------- | --------- | --------- | ----------------- | ---- | ------------- |
| 1-9-2021   | Базель           | Швейцарія         | 2 – 1     | Греція    | товариський матч  | -    | 69'           |
| 5-9-2021   | Базель           | Швейцарія         | 0 – 0     | Італія    | Відбір до ЧС 2022 | -    | 85'           |
| 8-9-2021   | Белфаст          | Північна Ірландія | 0 – 0     | Швейцарія | Відбір до ЧС 2022 | -    | 77'           |
| 12-11-2021 | Рим              | Італія            | 1 – 1     | Швейцарія | Відбір до ЧС 2022 | -    | 86'           |
| 15-11-2021 | Люцерн           | Швейцарія         | 4 – 0     | Болгарія  | Відбір до ЧС 2022 | -    | 79'           |
| 26-3-2022  | Лондон           | Англія            | 2 – 1     | Швейцарія | товариський матч  | -    | 62'           |
| 29-3-2022  | Цюрих            | Швейцарія         | 1 – 1     | Косово    | товариський матч  | -    | 81'           |
| 16-6-2023  | Андорра-ла-Велья | Андорра           | 1 – 2     | Швейцарія | Відбір до ЧЄ 2024 | -    | 61'           |
| 15-10-2023 | Санкт-Галлен     | Швейцарія         | 3 – 3     | Білорусь  | Відбір до ЧЄ 2024 | -    | 62' 77'       |
| 15-11-2023 | Будапешт         | Ізраїль           | 1 – 1     | Швейцарія | Відбір до ЧЄ 2024 | -    | 69' 80' 90+5' |
| 21-11-2023 | Бухарест         | Румунія           | 1 – 0     | Швейцарія | Відбір до ЧЄ 2024 | -    | 81'           |
| Усього     |                  | Матчів            | 11        |           | Голів             | 0    |               |